# Robert Henry Barnes
Robert Henry Barnes (2 d'octubre de 1849 - gener de 1916) va ser un jugador d'escacs britànic-alemany.
Va jugar a Alemanya, a Frankfurt 1884 (hi fou 4t amb 7,5/11); a Frankfurt 1887 (5è DSB Congress, Hauptturnier A, 1r amb 8/9, i Siegergruppe, 5-6è amb 1/5); a Leipzig 1894 (9è Congrés DSB, Hauptturnier A, 1r amb 5/5, i Siegergruppe, 3r-5è amb 4/7); i va guanyar a Eisenach (10è DSB Congress) amb 10,5/14.
Va ser professor d'anglès a Frankfurt i durant molts anys va ser president del Club d'Escacs de Frankfurt. Va morir a Bad Nauheim el gener de 1916.